# Salomon Wininger

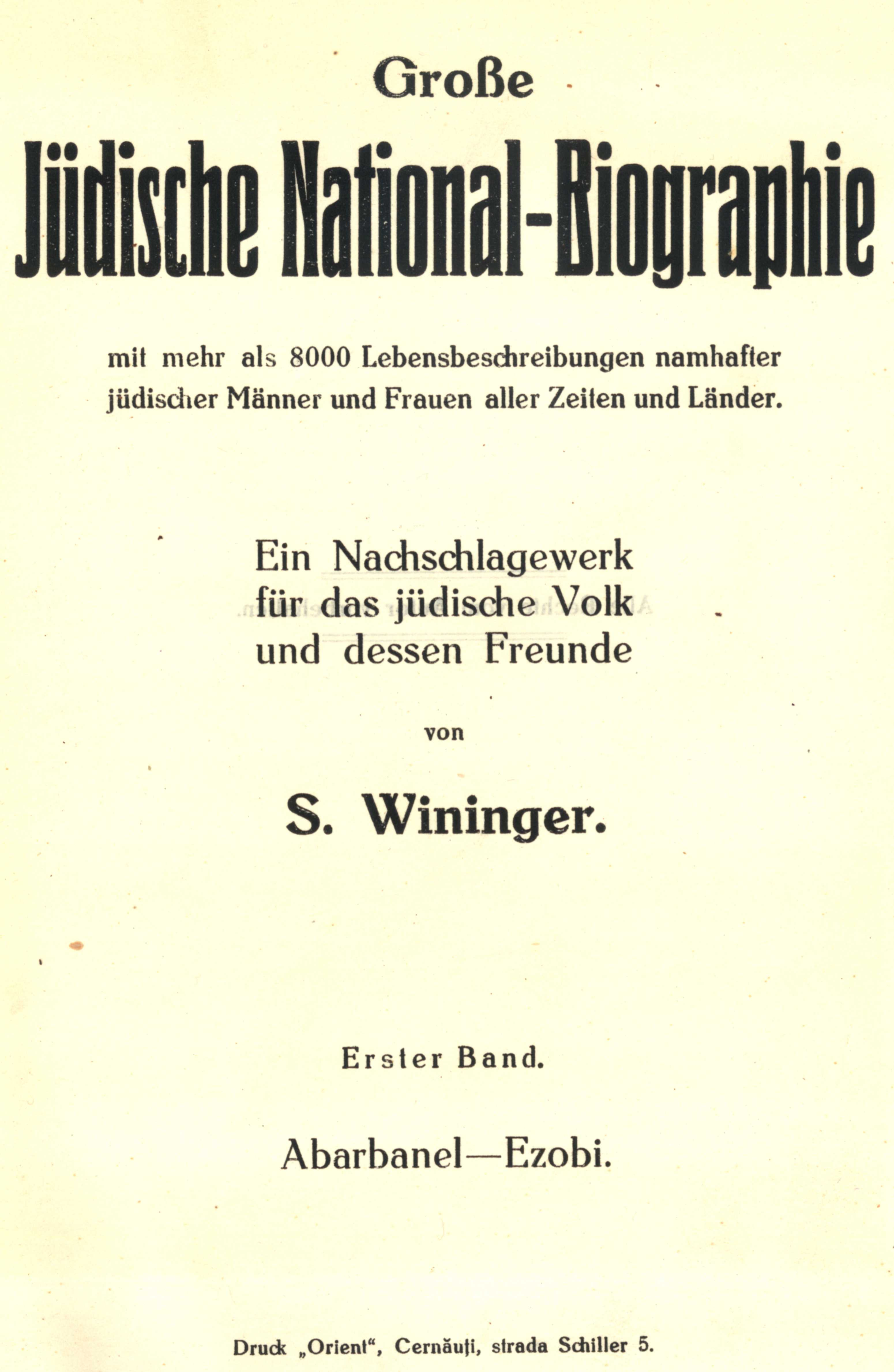
Okładka pierwszego tomu leksykonu Winingera

Salomon Wininger (też Schlomo Wininger; ur. 13 grudnia 1877 w Gura Humorului, zm. 23 listopada 1968 w Ramat Ganie) – austriacko-izraelski biografista.
Pochodził z należącej wtedy do monarchii austro-węgierskiej Bukowiny. Z rodzinnego Gura Humorului przeprowadził się w młodości do stolicy regionu, Czerniowiec, a w czasie I wojny światowej wyjechał do Wiednia. Tam podjął decyzję wydania biografii znanych i zasłużonych Żydów. Chciał w ten sposób zmienić postawę auto-niechęci wśród młodzieży żydowskiej, rozwiniętą szczególnie pod wpływem prac Otto Weiningera.
Po powrocie do Czerniowiec w 1921 Wininger napisał około trzynastu tysięcy biografii, publikując je w siedmiu tomach w latach 1925–1936. To monumentalne dzieło nosi tytuł Große Jüdische National-Biographie (Wielki Żydowski Leksykon Biograficzny). Mniej znanym jego opracowaniem jest monografia historyczna Gura Humorului (Gura Humora: Geschichte einer Kleinstadt in der Südbukovina).
Wininger przeżył II wojnę światową w Czerniowcach, a w 1951 wyemigrował do Izraela.